# Philip Corner
Philip Lionel Corner (Ciutat de Nova York, 10 d'abril de 1933) és un compositor, trombonista, pianista i cantant estatunidenc. Des de 1982 viu a Reggio de l'Emília a Itàlia.

## Biografia
Philip Corner va estudiar a la Universitat de Colúmbia amb Otto Luening i amb Henry Cowell, després al Conservatoire de Paris amb Olivier Messiaen i finalment va fer cursos privats amb Dorothy Taubman a Nova York. Va ensenyar a l'escola Lincoln de Nova York del 1966 al 1972, a la New School for Social Research del 1967 al 1970 i a la Universitat Rutgers. Finalment va instal·lar-se a Itàlia amb la seva dona, la ballarina i coreògrafa Phoebe Neville.
Es va afiliar a la xarxa d'artistes Fluxus el 1961. Fou un compositor i músic permanent al Judson Dance Theater del 1962 al 1964, i més endavant a l'Experimental Intermedia Foundation. Va fundar amb Malcolm Goldstein i amb James Tenney el Tone Roads Chamber Ensemble el 1963 (actiu fins al 1970), amb Julie Winter el Sounds Out of Silent Spaces el 1972 (actiu fins al 1979) i amb Barbara Benary i Daniel Goode el Gamelan Son of Lion el 1976 (encara actiu). A França va col·laborar amb l'artista plàstic i fabricant de gongs, Michel Vogel.

## Discografia
- Through Mysterious Exotic Barricades: Asian & African (2016). Setola di Maiale SM3080 CD
- Together in New York (2015), amb Rahayu Supanggah Setola di Maiale SM2760 CD
- Extreme Positions (2007). New World Records 80659-2 (2 CD). The Barton Workshop (James Fulkerson, director)
- 40 Years and One: Philip Corner Plays the Piano (2000). XI 125. interpretat pel compositor, enregistrat el 1998.
- More from the Judson Years, early 60s, Volume One Alga Marghen 055CD (inclou "Passionate Expanse of the Law," "Air Effect," "OM Emerging," "As Pure to Begin," "Music, reserved until now," i "Composition with or without Beverly").
- More from the Judson Years, early 60s, Volume Two Alga Marghen 056CD (inclou "Everything Max Has," "Big Trombone," "Homage to Revere," "Punkt," "Passionate Expanse of the Law" i "Expressions in Parallel").
- Gong + Alga Marghen 042CD (inclou "Metal Meditations with Listening Center," "Gong!" i "Pulse Polyphony").
- Three Pieces for Gamelan Ensemble Alga Marghen 034CD (inclou "Gamelan," The Barcelona Cathedral" i "Belum").
- On Tape from the Judson Days Alga Marghen 019CD (inclou "Lucinda Pastime," Memories:Performances," "From Thais," "Oracle, a Cantata on Images of War," "Flares" i "Circus Tape").
- Word-Voices Alga Marghen 4 VOC SON 010 (lp - inclou "Vox," "Vocalise" i "Air Effect").
- Metal Meditations Alga Marghen (lp).